# Militia (groupe)
Pour les articles homonymes, voir Militia.
Militia est un groupe belge de musique industrielle et électronique. Formé en 1989 par le multi-instrumentiste Frank Gorissen et le joueur d'instruments à vent Jo Billen, le groupe compte par la suite six musiciens. Militia est connu pour jouer des percussions et des instruments à vent faits maison en combinaison avec des instruments conventionnels. La plupart des instruments à percussion sont fabriqués à partir d'objets récupérés tels que des fûts de pétrole vides, des objets métalliques et des pièces de machines et de voitures.

## Histoire
À partir de 1989, Frank Gorissen était actif en tant qu'artiste d'enregistrement à domicile et composait de la musique électronique. Il est également DJ radio à la radio Demervallei à Diepenbeek, en Belgique. Lors de son émission musicale intitulée Radio Militia, il invite occasionnellement des musiciens et des artistes à passer en direct depuis le studio de radio. Au cours d'un tel programme live, il rencontre le joueur d'instruments à vent Jo Billen et ensemble, ils forment le groupe Militia. 
Frank Gorissen enregistre la première musique de Militia sur cassettes et ce premier projet s'appelle Statement, dans lequel les deux musiciens jouent une variété d'instruments à percussion en combinaison avec des instruments électroniques et des instruments à vent, avec ou sans effets numériques et manipulations. Ils envoient ces cassettes à Mike Dando, le musicien anglais de musique bruitiste du one-man band Con-Dom, après que Frank Gorissen et Jo Billen aient assisté à son concert à Anvers en 1990. Mike Dando met les cassettes à la disposition du label allemand Praxis Dr. Bearmann et utilise quelques fragments de musique pour ses propres sorties Con-Dom. Le label allemand s'intéresse immédiatement et s'occupe de la production et de la distribution des premiers albums de Militia. Le premier album du groupe, New European Order (un coffret de 3 LP) sort en 1991 et est un succès immédiat ; les 1 000 exemplaires sont complètement épuisés en 2 ans.
Jo Billen quitte le groupe en 1990 et forme le projet solo Onehouse. Il est remplacé par Gary Vaes, Frank Van Hoof et Peter Vanderstuk qui, avec Frank Gorissen, s'occupent des percussions. Dès lors, le groupe commence à créer une musique de percussions très rythmée en utilisant comme fond des sons électroniques et des mélodies de synthétiseur. Cette méthode de création des compositions musicales typiques de Militia devient la marque de fabrique du groupe.
Tactical Recordings, le successeur du label Praxis Dr. Bearmann, sort leurs albums suivants et permet au groupe d'enregistrer sa musique électroacoustique dans un studio professionnel. De nouveaux albums suivent et le groupe est désormais souvent vu dans des festivals importants du genre tels que le Maschinenfest en 2012 et le festival Xphonozon en Allemagne, le festival belge de musique indépendante et le festival Deadly Actions en France, pour n'en citer que quelques-uns.
En 2005, le groupe sort l'album Everything is One. Fin 2008, Tactical Recordings cesse toutes ses activités et le label belge Neuropa Records prend le groupe sous son aile. Ce label de musique expérimentale sort depuis 2009 les nouveaux albums de Militia, mais aussi ceux de MekanOrganiK, un projet musical distinct de trois musiciens de Militia (Frank Gorissen, Sandra Janssen et Frank Van Hoof). 
En 2011, le groupe sort Power! Propaganda! Production! chez Neuropa Records, suivi par The Face of God en 2015 chez Subterra Recordings, de New European Order en 2017 chez Praxis Dr. Bearmann, Ambiorix en 2018 chez Old Europa Cafe, et The Black Flag Hoisted en 2022 chez Infinite Fog Productions,.

## Style musical
Le style musical de Militia peut être mieux décrit comme une musique industrielle et expérimentale puissante et rythmée, parfois aussi appelée martial industrial. La musique est généralement composée d'instruments à percussion faits maison utilisant des objets métalliques, des objets récupérés, des pièces de voiture, des pièces de machines, des plaques et des tuyaux métalliques, des réservoirs de gaz vides et des fûts de pétrole, des tambours conventionnels, des timbales, des instruments à vent (faits maison ou non) et même un radiateur en métal lourd et une bétonnière sont utilisés. Lorsque tout le matériel de Militia est exposé sur scène, cela ressemble beaucoup à un chantier de construction.
Frank Gorissen compose la musique de fond avec un synthétiseur Korg Poly-800/2 et des équipements périphériques tels qu'un delay numérique et des dispositifs de réverbération. Il utilise des échantillons du Roland SP-555 pour charger des motifs de musique électronique qui sont ensuite copiés sur la « bande de base ». Cette bande est ensuite utilisée pour ajouter les différentes couches de percussions et d'instruments à vent joués par tous les musiciens du groupe. Ces modèles sont écrits dans des modèles musicaux, à l'aide de symboles sonores conçus par l'utilisateur. Militia était (et est) parfois comparé au groupe anglais Test Department, qui fait sensation, notamment dans les années 1980, et utilise un arsenal d'instruments similaire. Il existe pourtant des différences entre les deux groupes, principalement en termes de style et de direction musicale.
À la demande du musée gallo-romain de Tongres, Militia compose et interprète le projet Nature Revealed, basé sur des musiques préhistoriques et primitives. La musique de cette composition est réalisée, entre autres, à partir de copies d'instruments de musique préhistoriques. Pour la réalisation de ce projet, ils reçoivent le soutien du Professeur Ganzemans du Musée royal de l'Afrique centrale à Tervuren, en Belgique.

## Discographie
- 1990 : Ways to Heaven (cassette audio, indépendant)
- 1996 : New European Order (double LP) (Praxis Dr. Bearmann)
- 2000 : The Black Flag Hoisted (double CD, album, coffret) (Tactical Recordings)
- 2003 : Eco-Anarchic Manifesto (Malignant Records, Tactical Recordings)
- 2005 : Everything is One (Tactical Recordings)
- 2011 : Power! Propaganda! Production! (Neuropa Records)
- 2015 : The Face of God (Subterra Recordings)
- 2017 : New European Order (coffret triple LP) (Praxis Dr. Bearmann)
- 2018 : Ambiorix (Old Europa Cafe)
- 2022 : The Black Flag Hoisted (Infinite Fog Productions)